# Boljare, Vlasotince
Boljare (izvirno srbsko Бољаре) je naselje v Srbiji, ki upravno spada pod Občino Vlasotince; slednja pa je del Jablaniškega upravnega okraja.

## Demografija
V naselju, katerega izvirno (srbsko-cirilično) ime je Бољаре, živi 774 polnoletnih prebivalcev, pri čemer je njihova povprečna starost 38,9 let (37,3 pri moških in 40,7 pri ženskah). Naselje ima 313 gospodinjstev, pri čemer je povprečno število članov na gospodinjstvo 3,14.
To naselje je, glede na rezultate popisa iz leta 2002, večinoma srbsko, a v času zadnjih 3 popisov je opazen porast števila prebivalcev.
|  |

| Demografija | Demografija     | Demografija     |
| Leto        | Št. prebivalcev | Št. prebivalcev |
| ----------- | --------------- | --------------- |
|             |                 |                 |
|             |                 |                 |
|             |                 |                 |
|             |                 |                 |
| 1948        | 640             |                 |
| 1953        | 700             |                 |
| 1961        | 714             |                 |
| 1971        | 681             |                 |
| 1981        | 740             |                 |
| 1991        | 795             | 795             |
| 2002        | 987             | 983             |
|             |                 |                 |

| Etnična sestava po popisu iz leta 2002 | Etnična sestava po popisu iz leta 2002 | Etnična sestava po popisu iz leta 2002 | Etnična sestava po popisu iz leta 2002 | Etnična sestava po popisu iz leta 2002 |
| -------------------------------------- | -------------------------------------- | -------------------------------------- | -------------------------------------- | -------------------------------------- |
| Srbi                                   | Srbi                                   |                                        | 973                                    | 98,98%                                 |
| Romi                                   | Romi                                   |                                        | 7                                      | 0,71%                                  |
| Črnogorci                              | Črnogorci                              |                                        | 2                                      | 0,20%                                  |
| Makedonci                              | Makedonci                              |                                        | 1                                      | 0,10%                                  |
| Neznano                                | Neznano                                |                                        | 0                                      | 0,0%                                   |